# Брукингс (Орегон)
Брукингс (на английски: Brookings) е град в окръг Къри, щата Орегон, САЩ. Той носи името на Джон Брукингс и е основан през 1908 г. Населението му е 6440 души (приблизителна оценка от 2017 г.).

## Климат
Климатът е умерен, океански, но Брукингс е един от най-топлите океански градове в Орегон. Това се дължи на планината Кламат, която задържа океанските течения в крайбрежния район.
- Средна висока годишна температура: 17 С
- Средна ниска годишна температура: 8,2 С
- Средна годишна температура: 12,6 С